# Orthopichonia
Orthopichonia là chi thực vật có hoa trong họ Apocynaceae.